# Сухувате
Сухува́те (до 14 листопада 1945 р. Куруджика) — село Тарутинської селищної громади в Болградському районі Одеської області в Україні. Населення становить 82 осіб.

## Історія
12 червня 2020 року, відповідно до Розпорядження Кабінету Міністрів України від № 724-р «Про визначення адміністративних центрів та затвердження територій територіальних громад Одеської області», увійшло до складу Тарутинської селищної територіальної громади.
19 липня 2020 року, в результаті адміністративно-територіальної реформи і ліквідації Тарутинського району, село увійшло до складу новоутвореного Болградського району.

## Герб
Три кольори у щиті символізують: чорний – німецьких колоністів, синій – переселенців із Західної України, червоний – болгар. Лев присутній у гербах німецького регіону Пфальц, Львівської землі та Болгарії. Гроно винограду символізує розвиток виноградарства.

## Населення
Згідно з переписом УРСР 1989 року чисельність наявного населення села становила 98 осіб, з яких 46 чоловіків та 52 жінки.
За переписом населення України 2001 року в селі мешкали 82 особи.

### Мова
Розподіл населення за рідною мовою за даними перепису 2001 року:
| Мова       | Чисельність | Відсоток |
| ---------- | ----------- | -------- |
| румунська  | 38          | 46,34%   |
| українська | 16          | 19,51%   |
| болгарська | 14          | 17,07%   |
| російська  | 13          | 15,85%   |
| гагаузька  | 1           | 1,23%    |
| Усього     | 82          | 100%     |